# SERCOS III
SERCOS III è una tecnologia di comunicazione che si basa sullo standard IEEE 802.3 e che opera a 100 Mbit/s. I dati sono trasferiti in modo deterministico e senza collisioni con un metodo time-slot.

## Caratteristiche
Essi forniscono i canali di comunicazione M/S, SVC, CC e Safety e sono conformi a tutti i requisiti real time industriali. I dati sono composti da parametri standardizzati in accordo ai profili Motion, Drive e I/O.
I telegrammi si distinguono fra le seguenti tipologie:
- Telegramma Dati Master (MDT): Il master invia dati di comando ai dispositivi Slave.
- Telegramma di Risposta (AT): Gli Slave inviano i loro dati di stato al Master.

I telegrammi SERCOS III contengono un header SERCOS III ed un campo dati, integrati nel frame Ethernet. L'header SERCOS III descrive la fase in cui si trova la rete e la posizione dei telegrammi MDT e AT nel ciclo di clock.
I campi dati di MDT ed AT sono composti da tre parti:
- Campo Hot Plug: Dati concernenti gli Slave attualmente collegati alla rete e da collegare anche in seguito

- Campo Canale Service: Canali per la configurazione degli Slave

- Campo dati real time: Canale per gli Slave, preposti a trasmettere dati real time ciclici (MDT) o ad interrogarli (AT)

### Topologie
Topologia lineare
Tutti i dispositivi SERCOS III sono collegati in serie. Il Master è localizzato all'inizio di una linea, oppure fra due line. I dati attraversano gli Slave, per essere poi reinviati in loop back dall'ultimo dispositivo. Tutte le utenze analizzano i dati in transito in entrambe le direzioni: in questo modo, tutti i dati raggiungeranno ciascuna utenza durante un ciclo.
Topologia ad anello
Utilizzando un apposito cavo supplementare, è possibile creare una topologia ad anello SERCOS III. In questo caso, il Master invia i dati all'anello in direzioni opposte dalle due porte. Questa topologia consente di analizzare i dati in transito in entrambe le direzioni.

## Dati tecnici
- Max. dispositivi: 511
- Max. baud rate: 100 Mbit/s
- Accesso al bus: metodo time slot
- Connessione: ciclica, aciclica
- Comunicazione: Master / Slave